# Stralsunder HV
Der Stralsunder HV ist ein Handballverein (HV) aus Stralsund. Der Verein wurde am 29. Mai 1996 mit 160 Mitgliedern gegründet, er ging aus dem TSV 1860 Stralsund (ehemals BSG Motor Stralsund) hervor. Der Verein ist mit über 500 Mitgliedern der größte Handballverein Mecklenburg-Vorpommerns.
Im Stralsunder HV sind zwei Frauenmannschaften und drei Männermannschaften organisiert. Die Nachwuchsarbeit des Vereins erfolgt in Mannschaften von der A-Jugend bis zur F-Jugend. Bekannt ist der Verein vor allem für seine erste Männermannschaft, die zweimal in der ersten Handball-Bundesliga spielte; aktuell spielt sie in der 3. Liga.

## Vorgängermannschaften
In den 1960er Jahren spielte die 1. Frauenmannschaft der BSG Motor Stralsund in der DDR-Oberliga. Das 1. Frauenteam des TSV 1860 wurde in der Saison 1995/96 Landesmeister in Mecklenburg-Vorpommern und stieg in die Regionalliga Nordost auf.
Die 1. Männermannschaft von Motor gewann in den 1970/1980er Jahren mehrere Bezirksmeisterschaften und spielte drei Jahre in der 2. Liga. In der Landesoberliga 1991/92 des Landes Mecklenburg-Vorpommern errang die 1. Männermannschaft des TSV den Meistertitel und stieg in die Regionalliga Nordost auf, wo sie 1992/93 den 13. Platz, 1993/94 den 10. Platz und 1994/95 den 12. Platz belegte.

## Stralsunder HV
Der Stralsunder HV wurde am 29. Mai 1996 als reiner Handballverein mit 160 Mitgliedern gegründet, er ging aus dem TSV 1860 Stralsund (ehemals BSG Motor Stralsund) hervor.
In der Saison 2001/01 wurde der Landesstützpunkt Handball (männlich) in Stralsund vom Landessportbund bis 2004 verlängert.

### Erste Männer-Mannschaft
Nach der Ausgründung der Handballsparte des TSV 1860 im Jahr 1996 als Stralsunder Handballverein führte der Weg der von der im August 1998 gegründeten SHV Marketing GmbH betreuten 1. Männermannschaft unter Trainer Norbert Henke direkt aus der Verbandsliga durch einen jährlichen Aufstieg von Spielklasse zu Spielklasse in die erste Handball-Bundesliga in der Saison 2002/2003; dem folgte allerdings der sofortige Abstieg in die 2. Bundesliga. In der Saison 2006/2007 erreichte der SHV den zweiten Platz in der 2. Bundesliga Nord, verlor aber die Qualifikation zur Relegation.
In der Saison 2007/2008 erreichte der SHV unter Trainer Holger Schneider den ersten Tabellenplatz und damit den zweiten Aufstieg in die erste Bundesliga in der Vereinsgeschichte. Als Trainer für die Saison 2008/2009 wurde im Juni 2008 der ehemalige Abwehrspieler Zdeněk Vaněk verpflichtet. Hauptsponsoren waren seit der Saison 2006/07 die Pommersche Volksbank, die Klinikgruppe Damp-Holding, die Stadtwerke Stralsund sowie die Stralsunder Brauerei. Nachdem im November 2008 bekannt wurde, dass die SHV-Marketing GmbH, die den Spielbetrieb der Mannschaft sicherstellen sollte, von der Insolvenz bedroht ist, unterzeichnete bereits am 17. November 2008 mit Konstantinos Chantziaras der erste Spieler einen Vertrag bei einem neuen Verein. Ihm folgten weitere Spieler, von denen sich der Verein trennen musste. Der Manager des Vereins, Thomas Haack, wurde Anfang 2008 entlassen, als finanzielle Probleme bekannt wurden. Auch unter dem neuen Manager, Jörg Dombdera, blieben die Probleme trotz einer Rettungsaktion der Stralsunder Brauerei bestehen, zur Deckung des Etats für die Erstliga-Saison 2008/2009 in Höhe von 1,5 Millionen Euro fehlten 815.000 Euro. Am 10. November 2008 bat der Verein um die Übernahme einer Bürgschaft durch ein städtisches Unternehmen der Hansestadt, um die drohende Insolvenz der SHV-Marketing GmbH abzuwenden. Letztlich übernahm die Sparkasse Vorpommern, die vor der Saison 2008/09 als Sponsor ausgestiegen war, zusammen mit den Unternehmen E.DIS, Bartels-Langness (Citti) und Ingenieur Tief- und Gleisbau Stralsund Anfang Dezember 2008 die benötigte Bürgschaft, die die Betreiber-GmbH zur Aufnahme eines Kredits in Höhe von 450.000 Euro befähigen sollte. Mit diesem Kredit sollten die Schulden getilgt werden. Zur Sanierung der Finanzen war vorgesehen, Spieler abzugeben bzw. Spielergehälter um 30 % zu kürzen. Am 10. Dezember 2008 erklärten sich die Spieler bereit, auf einen Teil ihrer Spielerbezüge bis zum Saisonende zu verzichten; die Gehälter der Spieler und des Trainers werden um 15 % gekürzt. Aufgrund der angespannten personellen Situation (Verletzungen, Spielerabgänge) konnte die Mannschaft in der ersten Bundesliga nicht mithalten, mit nur zwei gewonnenen Spielen belegte die Mannschaft den 17. Platz und stand als Absteiger in die 2. Bundesliga fest. Bei der Vergabe der Lizenz wurden dem Verein durch die HBL Auflagen erteilt, die er nicht fristgerecht erfüllte. Daraufhin verweigerte die HBL am 7. Juni 2009 dem Stralsunder HV die Lizenz für die 1. und 2. Bundesliga. Die Klage des Stralsunder HV vor dem Schiedsgericht der Handball-Bundesliga wurde am 23. Juni 2009 abgewiesen. Die SHV Marketing GmbH stellte im Juli 2009 einen Insolvenzantrag.
Die erste Herren-Mannschaft trat somit in der Saison 2009/10 in der viertklassigen Oberliga Mecklenburg-Vorpommern an; die Landesmeisterschaft wurde am 23. Spieltag vorzeitig gewonnen. Gegen den Meister der Oberliga Berlin-Brandenburg, den HC Neuruppin, gewann der SHV beide Relegationsspiele um den Aufstieg in die neu zu bildende 3. Liga (28:27 in Neuruppin, 29:26 in Stralsund) und stand damit als Aufsteiger fest.
Das Team spielte in der Saison 2010/2011 in der Staffel Nord der 3. Liga. Mit einem Heimsieg am 17. April 2011, dem 26. Spieltag der Spielzeit, konnte sich die Mannschaft vorzeitig den Verbleib in der 3. Liga sichern. Am 17. April 2011 gewann das Team im ‚Final Four‘ wie schon im Jahr zuvor den Landespokal Mecklenburg-Vorpommern.
In der Saison 2012/2013 in der 3. Liga stand der Stralsunder HV zwei Spieltage vor Saisonende als Absteiger fest; somit trat er in der Saison 2013/14 in der Oberliga Ostsee-Spree an. Zum 1. Juli 2013 wurde die SHV-Handball GmbH gegründet; Geschäftsführer wurde Norbert Henke, der ab dem 22. Juli 2013 auch das Training der ersten Männermannschaft übernahm. Das erste Männerteam konnte am 26. April 2014, dem vorletzten Spieltag der Oberliga Ostsee-Spree, mit dem Gewinn des Meistertitels den Aufstieg in die 3. Liga sichern; Trainer war ab Januar 2015 Danny Anclais. Unter ihm erreichte die Mannschaft in der Saison 2015/2016 nur den 15. Platz und stieg in die 4. Liga ab.
Ab 2016 in der Oberliga spielend stieg das Team nach der Saison 2019/2020 in der Handball-Oberliga Ostsee-Spree, in der man beim Abbruch der Saison aufgrund der COVID-19-Pandemie auf Platz 1 stand und zum Meister ernannt worden war, in die 3. Liga auf.

#### Ergebnisse, Spieler, Trainer
Eine Aufzählung der Platzierungen in den einzelnen Spielzeiten, der Teilnahme am DHB-Pokal sowie die Spieler und Trainer der ersten Männer-Mannschaft des Stralsunder HV bietet die Liste Stralsunder HV/Zahlen und Namen.

### Weitere Mannschaften
Die 1. Frauenmannschaft belegte im ersten Regionalligajahr 1996/97 Platz 7, die Senioren wurden Landesmeister. 1997/98 belegte die 1. Frauenmannschaft Platz 6 in der Regionalliga, die weibliche A-Jugend wurde Zweite bei den Landesmeisterschaften. 1998/99 wurden die Senioren Landesmeister, die männliche A-Jugend spielte erstmals in der Regionalliga, die Frauen belegten den 6. Platz der Regionalliga. In der Saison 1999/00 erreichte die 1. Frauenmannschaft mit Platz 5 in der Regionalliga Nordost den Einzug in die eingleisige Regionalliga.
In der Saison 2000/01 wurden die Senioren erneut Landesmeister. 2001/02 wurde die 1. Frauenmannschaft Landesmeister und Pokalsieger in Mecklenburg-Vorpommern, auch die 2. Männermannschaft wurde Landesmeister, die Seniorenmannschaft wurde Vizemeister. Die Saison 2002/03 beendete die 1. Frauenmannschaft als Vizelandesmeister. 2003/04 wurden die Frauen in der Regionalliga 9., die weibliche A-Jugend wurde Landesmeister und die männliche A-Jugend und D-Jugend wurden jeweils Vizelandesmeister. 2005/06 wurde die männliche A-Jugend und die weibliche E-Jugend Landesmeister. Die Frauen belegen den 3. Platz bei der Landesmeisterschaft. In der Saison 2006/07 stieg die männliche A-Jugend als Landesmeister in die Regionalliga auf. 2007/08 wurden die Frauen Dritte in der Meisterschaft und holten sich den Landespokal.
Die zweite Herren-Mannschaft blieb nach der Saison 2009/10 in der Kreisunion und verzichtete auf den Aufstieg in die Verbandsliga.
In der Saison 2016/2017 in der MV-Liga gewann das erste Frauen-Team die Landesmeisterschaft.